# World Rugby U-20 Trophy 2018
World Rugby U-20 Trophy 2018 – jedenasty turniej z cyklu World Rugby U-20 Trophy, który odbył się w Rumunii pomiędzy 28 sierpnia a 9 września 2018 roku. Były to międzynarodowe zawody narodowych drużyn rugby union organizowane pod auspicjami World Rugby dla zawodników do 20 roku życia niższe rangą od rozgrywanych w tym samym roku World Rugby U-20 Championship.
Federațiă Română de Rugby otrzymała prawa do organizacji turnieju w połowie czerwca 2018 roku, jednocześnie ogłoszono, iż turniej odbędzie się na Stadionul Arcul de Triumf w Bukareszcie. Rozkład gier opublikowano na początku sierpnia 2018 roku.
W rozgrywkach wzięło udział osiem reprezentacji, podzielonych na dwie grupy po cztery drużyny. Start w zawodach zapewniony mieli gospodarze oraz spadkowicze z Mistrzostw Świata 2017 – Samoańczycy. O pozostałe sześć miejsc odbywały się regionalne turnieje, a awans uzyskały Fidżi (Oceania Rugby), Hongkong (Asia Rugby), Portugalia (Rugby Europe), Urugwaj (Sudamérica Rugby), Namibia (Rugby Africa) i Kanada (Rugby Americas North).
W pierwszych dwóch rundach górą byli faworyci, a fazę grupową z kompletem zwycięstw zakończyły obie reprezentacje z południowego Pacyfiku. W finale lepsi okazali się Fidżijczycy przerywając tym samym passę zwycięstw Samoańczyków na tym poziomie rozgrywek.
Podczas zawodów były testowane zmiany w przepisach dotyczące niebezpiecznej szarży i jej penalizacji.

## Faza grupowa

### Grupa A
| 28 sierpnia 201813:00 | Samoa U-20                                                                | 41:20 | Hongkong U-20                          | Stadionul Arcul de Triumf, Bukareszt |
| 28 sierpnia 201813:00 | Niulevaea 4 (2pd) Tato 15 (3P) Patu 5 (P) Toleafoa 10 (2P) Fomai 7 (P pd) | 41:20 | Altier 5 (pd K) Tam 10 (2P) Down 5 (P) | Stadionul Arcul de Triumf, Bukareszt |
| 28 sierpnia 201813:00 | Leavasa                                                                   | 41:20 | Duhkande                               | Stadionul Arcul de Triumf, Bukareszt |

| 28 sierpnia 201819:00 | Namibia U-20                                                                                               | 55:26 | Rumunia U-20                                                                    | Stadionul Arcul de Triumf, Bukareszt |
| 28 sierpnia 201819:00 | Mouton 2 (pd) Beukes 5 (P) Pretorius 5 (P) Breytenbach 5 (P) Bruwer 28 (P 4pd 5K) Lebereki 5 (P) Wyk 5 (P) | 55:26 | Pașalan 5 (P) Ser 5 (P) Bumbac 2 (pd) Harasim 4 (2pd) Hărțig 5 (P) Homiuc 5 (P) | Stadionul Arcul de Triumf, Bukareszt |
| 28 sierpnia 201819:00 | Ludick | 55:26 | Ser                                                                             | Stadionul Arcul de Triumf, Bukareszt |

| 1 września 201815:00 | Namibia U-20 | 84:10 | Hongkong U-20          | Stadionul Arcul de Triumf, Bukareszt |
| 1 września 201815:00 | Theron 5 (P) Mouton 23 (3P 4pd) Schickerling 5 (P) Beukes 5 (P) Ludick 5 (P) Pretorius 10 (2P) Breytenbach 5 (P) Bruwer 16 (5pd 2K) Plaatjies 5 (P) Wellmann 5 (P) | 84:10 | Tam 5 (P) Rivers 5 (P) | Stadionul Arcul de Triumf, Bukareszt |
| 1 września 201815:00 | Wyk | 84:10 |                        | Stadionul Arcul de Triumf, Bukareszt |

| 1 września 201817:00 | Samoa U-20                                           | 31:17 | Rumunia U-20                                | Stadionul Arcul de Triumf, Bukareszt |
| 1 września 201817:00 | See 5 (P) Toleafoa 11 (P 3pd) Tupe 10 (2P) Yen 5 (P) | 31:17 | Bumbac 2 (pd) Grigore 10 (2P) Murariu 5 (P) | Stadionul Arcul de Triumf, Bukareszt |
| 1 września 201817:00 | Leavasa · Fomai · Faleafaga                          | 31:17 |                                             | Stadionul Arcul de Triumf, Bukareszt |

| 5 września 201813:00 | Samoa U-20                                                                                         | 41:28 | Namibia U-20                                               | Stadionul Arcul de Triumf, Bukareszt |
| 5 września 201813:00 | Solomona 5 (P) Patu 5 (P) Toleafoa 11 (4pd K) Lilomaiava 5 (P) Yen 5 (P) Tavita 5 (P) Fuiono 5 (P) | 41:28 | Basson 5 (P) Bruwer 13 (2pd 3K) Plato 5 (P) Opperman 5 (P) | Stadionul Arcul de Triumf, Bukareszt |
| 5 września 201813:00 | Sio · Toleafoa · Faamausili                                                                        | 41:28 | Theron                                                     | Stadionul Arcul de Triumf, Bukareszt |

| 5 września 201819:00 | Rumunia U-20                                                                                       | 33:56 | Hongkong U-20                                                  | Stadionul Arcul de Triumf, Bukareszt |
| 5 września 201819:00 | Hărțig 5 (P) Bumbac 2 (pd) Iancu 5 (P) Jipa 4 (2pd) Crăciun 5 (P) Iliuță 5 (P) 1 karne przyłożenie | 33:56 | Coebergh 5 (P) Ramage 10 (2P) Altier 36 (3P 6pd 3K) Down 5 (P) | Stadionul Arcul de Triumf, Bukareszt |
| 5 września 201819:00 | Hărțig                                                                                             | 33:56 |                                                                | Stadionul Arcul de Triumf, Bukareszt |

### Grupa B
| 28 sierpnia 201815:00 | Urugwaj U-20                                                                 | 34:55 | Fidżi U-20 | Stadionul Arcul de Triumf, Bukareszt |
| 28 sierpnia 201815:00 | Cattivelli 9 (3pd K) Ardao 10 (2P) Buysan 5 (P) Sonneveld 5 (P) Viñals 5 (P) | 34:55 | Nasamila 5 (P) Suwawa 5 (P) Uluinakauvadra 10 (2P) Vudogo 5 (P) Turagaca 10 (2P) Muntz 15 (P 5pd) Derenalagi 5 (P) | Stadionul Arcul de Triumf, Bukareszt |
| 28 sierpnia 201815:00 | Navabale · Naciva                                                            | 34:55 | | Stadionul Arcul de Triumf, Bukareszt |

| 28 sierpnia 201817:00 | Portugalia U-20                                                                    | 31:29 | Kanada U-20                                       | Stadionul Arcul de Triumf, Bukareszt |
| 28 sierpnia 201817:00 | Mascarenhas 5 (P) Lima 6 (2K) R. Marta 5 (P) Portela 8 (pd 2K) 1 karne przyłożenie | 31:29 | Smith 5 (P) Percillier 19 (2pd 5K) McRogers 5 (P) | Stadionul Arcul de Triumf, Bukareszt |
| 28 sierpnia 201817:00 | Pinto Gonçalves                                                                    | 31:29 | Percillier · Prevost                              | Stadionul Arcul de Triumf, Bukareszt |

| 1 września 201813:00 | Urugwaj U-20                                                                               | 27:23 | Kanada U-20                                       | Stadionul Arcul de Triumf, Bukareszt |
| 1 września 201813:00 | Portela 5 (P) Cattivelli 5 (pd K) D’Avanzo 5 (P) Iruleguy 2 (pd) Civetta 5 (P) Costa 5 (P) | 27:23 | Smith 5 (P) Percillier 13 (2pd 3K) Matthews 5 (P) | Stadionul Arcul de Triumf, Bukareszt |
| 1 września 201813:00 | Jaunsolo · Faccennini                                                                      | 27:23 |                                                   | Stadionul Arcul de Triumf, Bukareszt |

| 1 września 201819:00 | Portugalia U-20                                        | 22:32 | Fidżi U-20                                                                                              | Stadionul Arcul de Triumf, Bukareszt |
| 1 września 201819:00 | Cardoso 5 (P) Lima 3 (K) R. Marta 5 (P) Portela 9 (3K) | 22:32 | Uluinakauvadra 5 (P) Vudogo 5 (P) Turagaca 5 (P) Turaganivalu 7 (2pd K) Vuanivono 5 (P) Ikanivere 5 (P) | Stadionul Arcul de Triumf, Bukareszt |
| 1 września 201819:00 | Naciva · Natave · Mocelutu                             | 22:32 | | Stadionul Arcul de Triumf, Bukareszt |

| 5 września 201815:00 | Fidżi U-20 | 53:26 | Kanada U-20                                                   | Stadionul Arcul de Triumf, Bukareszt |
| 5 września 201815:00 | Nasamila 5 (P) Suwawa 5 (P) Botitu 10 (2P) Turaganivalu 16 (2P 3pd) Muntz 2 (pd) Ikanivere 5 (P) Kuruvoli 5 (P) Vudogo 5 (P) | 53:26 | Percillier 8 (pd 2K) Prevost 8 (pd 2K) Schellenberger 10 (2P) | Stadionul Arcul de Triumf, Bukareszt |
| 5 września 201815:00 | Naivanawalu | 53:26 |                                                               | Stadionul Arcul de Triumf, Bukareszt |

| 5 września 201817:00 | Portugalia U-20                                                                                | 26:15 | Urugwaj U-20                     | Stadionul Arcul de Triumf, Bukareszt |
| 5 września 201817:00 | Sarmento 5 (P) Lima 2 (pd) Pinto Gonçalves 2 (pd) M. Marta 5 (P) Pop 5 (P) 1 karne przyłożenie | 26:15 | Iruleguy 10 (P pd K) Ardao 5 (P) | Stadionul Arcul de Triumf, Bukareszt |
| 5 września 201817:00 | Mascarenhas · Costa · Pinto                                                                    | 26:15 | Costa · Iruleguy                 | Stadionul Arcul de Triumf, Bukareszt |

## Faza pucharowa

### Mecz o 7. miejsce
| 9 września 201817:00 | Rumunia U-20                             | 14:71 | Kanada U-20 | Stadionul Arcul de Triumf, Bukareszt |
| 9 września 201817:00 | Bumbac 5 (P) Harasim 4 (2pd) Sîrbu 5 (P) | 14:71 | O’Neill 5 (P) McRogers 5 (P) Prevost 21 (P 8pd) McCarthy 10 (2P) Morra 5 (P) Ingoldsby 5 (P) Vertkas 10 (2P) Ergas 5 (P) Mukendi 5 (P) | Stadionul Arcul de Triumf, Bukareszt |
| 9 września 201817:00 | Murariu                                  | 14:71 | | Stadionul Arcul de Triumf, Bukareszt |

### Mecz o 5. miejsce
| 9 września 201813:00 | Hongkong U-20                             | 17:78 | Urugwaj U-20 | Stadionul Arcul de Triumf, Bukareszt |
| 9 września 201813:00 | Down 10 (2P) Duhkande 5 (P) Altier 2 (pd) | 17:78 | Grille 5 (P) Cattivelli 15 (P 5pd) D’Avanzo 8 (4pd) Piussi 5 (P) Faccennini 5 (P) Riviere 5 (P) McCubbin 5 (P) Ardao 15 (3P) Torres 5 (P) Amaya 5 (P) Viñals 5 (P) | Stadionul Arcul de Triumf, Bukareszt |

### Mecz o 3. miejsce
| 9 września 201815:00 | Namibia U-20                                                                                            | 36:67 | Portugalia U-20 | Stadionul Arcul de Triumf, Bukareszt |
| 9 września 201815:00 | Diergaardt 5 (P) Pretorius 10 (2P) Breytenbach 5 (P) Bruwer 2 (pd) Brandt 9 (3pd K) 1 karne przyłożenie | 36:67 | Vital 5 (P) Campos 5 (P) Cardoso 5 (P) Pinto 5 (P) Lima 10 (5pd) Peleteiro 10 (2P) Mascarenhas 5 (P) M. Marta 5 (P) Gonçalves 7 (P pd) 2 karne przyłożenia | Stadionul Arcul de Triumf, Bukareszt |
| 9 września 201815:00 | Mouton                                                                                                  | 36:67 | | Stadionul Arcul de Triumf, Bukareszt |

### Finał
| 9 września 201819:00 | Samoa U-20                    | 8:58 | Fidżi U-20 | Stadionul Arcul de Triumf, Bukareszt |
| 9 września 201819:00 | Solomona 5 (P) Toleafoa 3 (K) | 8:58 | Suwawa 5 (P) Botitu 14 (2P 2pd) Vudogo 5 (P) Turagaca 5 (P) Kuruvoli 5 (P) Derenalagi 5 (P) Turaganivalu 14 (P 3pd K) Vuanivono 5 (P) | Stadionul Arcul de Triumf, Bukareszt |
| 9 września 201819:00 | Turagaca · Patterson          | 8:58 | | Stadionul Arcul de Triumf, Bukareszt |